# Sargon Boulus
Sargon Boulus (ou Sarkūn Būluṣ, en syriaque ܣܪܓܢ ܦܘܠܘܨ, en arabe سركون بولص), né en 1944 à Habbaniyah en Irak dans une famille assyrienne et mort le 22 octobre 2007 à Berlin, est un poète, traducteur et journaliste irakien.

## Œuvres traduites en français
- L’éclat qui reste, trad. de Antoine Jockey, Arles, France, Actes Sud, coll. « La Petite bibliothèque de Sindbad », 2014, 194 p.  (ISBN 978-2-330-02511-3)[3].